# ソイルマーク
ソイルマーク（英：Soil Mark）とは、地下に埋没している古代の建物や溝などの遺構に溜まった土=覆土の土質や乾燥状態の影響で、地表面の土色にも変化が生じ、埋没遺構の形状が浮かび上がる現象である。土壌痕とも呼ばれる。なお、埋没遺構の影響で地表の草本植物の生育度合いに差が生じ、同じように遺構形状が浮かび上がる現象は、クロップマーク（英：Crop Mark、作物痕）と呼ばれる。

## 概要
竪穴建物や古墳の周溝、土坑などの考古学的な遺構は、それが使われた当時の地表面から掘り込まれた「穴」（窪み）であるため、内部には経年と共に土が溜まって埋没していく。遺構内部に溜まった土を「覆土」という。遺構が現在の地表面から比較的浅い地中に埋まっている場合、遺構の覆土と周囲の土層（自然堆積層）には、土質や保水力（乾燥具合）などに差があり、それらが現在の地表面（表土）にも影響して色調の違いとなり、埋没遺構の形状が模様=ソイルマークとして浮き出てくる。現状か田畑の場合、クロップマークと同時に出現することが多い。ただし、模様として認識できるのは多くの場合、高高度から空撮した航空写真によってである。
これらは埋没している遺構（遺跡）の発見や、種類・規模の把握に役立てることができる。

## 事例
横瀬古墳（よこせこふん）
鹿児島県曽於郡大崎町にある前方後円墳（国の史跡）。現状では平野の中に墳丘のみがあり、周溝や周堤帯（堤）を認識できないが、航空写真で見ると、墳丘周囲の水田の中に墳丘を取り囲むような形状の2重の黒色帯が認められた。これは、墳丘裾に埋没した2重周溝とその間の削平された周堤帯が、ソイルマークとクロップマークとなって現れている事例であり、外周施設を含んだ本来の古墳の姿と規模を推定する手がかりとなった。
埼玉稲荷山古墳（さきたまいなりやまこふん）
埼玉県行田市の埼玉古墳群内（国の特別史跡）にある。発掘調査報告書（『埼玉稲荷山古墳』埼玉県教育委員会編・1980年刊）に掲載された1968年（昭和43年）撮影の航空写真（図版二）では、墳丘の周囲に長方形の周溝や失われた前方部、またその周囲の消滅円墳がソイルマークまたはクロップマークとして現れている。
井上長者館跡（いのうえちょうじゃやかたあと）
茨城県行方市井上に所在。「金塚長者の郭」と伝えられる場所だったが、1962年（昭和37年）撮影の航空写真では、田畑の中に一辺100メートル四方の堀に囲まれた居館が埋没していることが、クロップマークまたはソイルマークで確認された。